# Aotus subspinescens
Aotus subspinescens là một loài thực vật có hoa trong họ Đậu. Loài này được (Benth.) Crisp miêu tả khoa học đầu tiên.